# ドナルド・トムソン

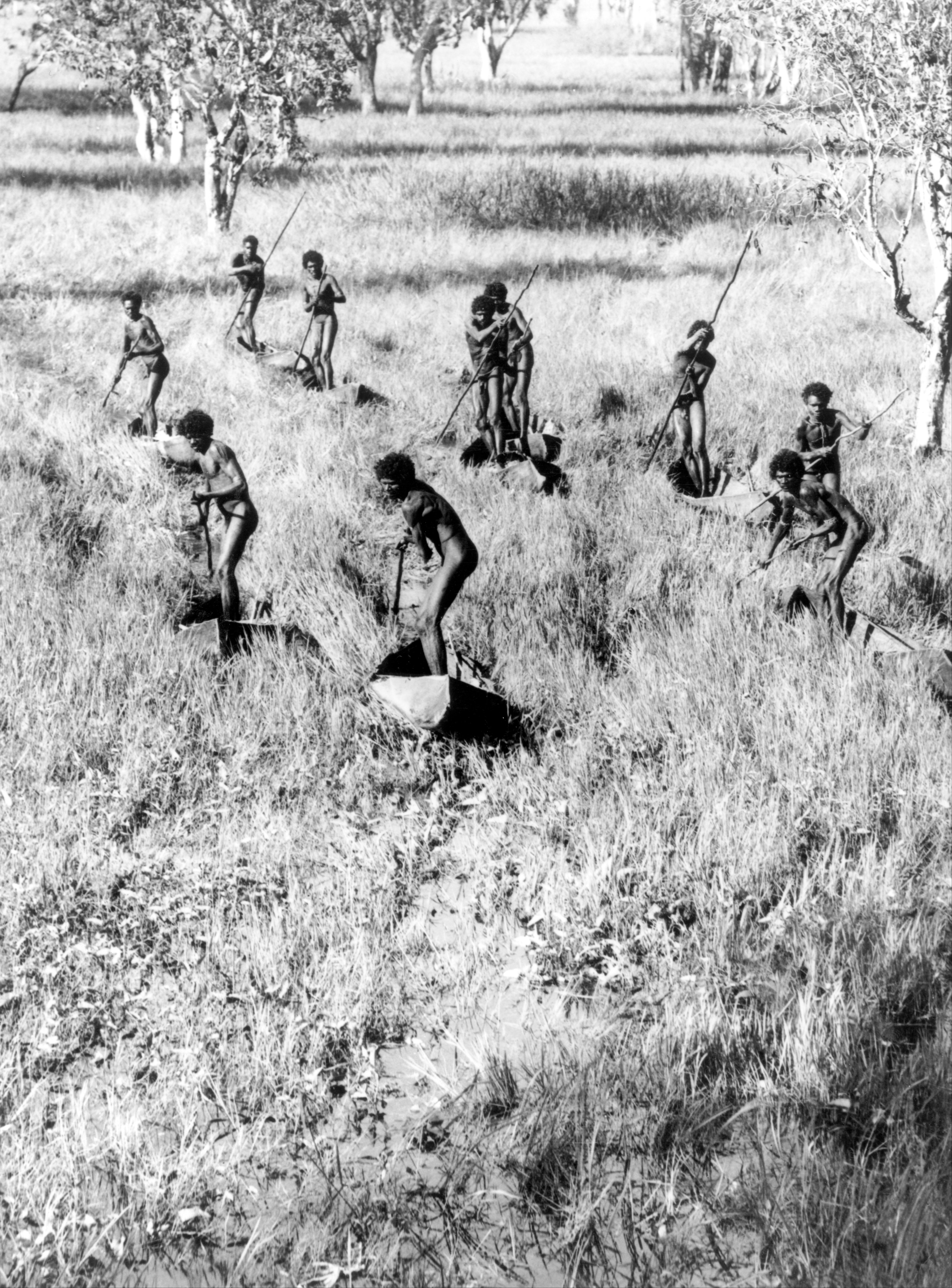
「The Goose Hunters of the Arafura Swamp（アラフラ湿原のガチョウ猟師たち）」1937年：ドナルド・トムソンが撮影したアラフラ湿原のアボリジニたちの写真。

ドナルド・ファーガソン・トムソン（Donald Fergusson Thomson, OBE、1901年6月26日 – 1970年5月12日）は、オーストラリアの人類学者、鳥類学者。カレドン湾危機が「アボリジニとヨーロッパ人の関係史における決定的な出来事」に転じる上で大きな役割を担った。彼は、ヨルング族と友好関係を結んでいたことで知られ、先住民ではないオーストラリア人の中で、オーストラリア先住民の文化や社会に深い理解をもった第一人者でもあった。

## 生い立ち
トムソンは、動物学と植物学をメルボルン大学で学んだ。1917年には、王立オーストラリア鳥類学会 (RAOU) に入会し、1923年には広報担当となり、学術雑誌『Emu』の副編集長（1924年 – 1925年）などを務めた。1925年に大学を卒業すると、『Melbourne Herald』（『ヘラルドサン』紙の前身のひとつ）に見習いとして入社し、同年にグラディス・コールマン (Gladys Coleman) と結婚した。次いでシドニー大学で1年間のディプロマ・コースで人類学を学んで1928年に修了すると、8か月の旅に出て、ヨーク岬半島の先住民と生活を共にし、彼らの記録を残した。この調査旅行から戻ると、彼は資金を流用したとして背任に問われたが、これは後に、オーストラリア研究会議の不正行為が原因だったことが判明した。しかし、この不幸な一件は、彼と他のシドニーの人類学者たちの関係を永久に傷つけてしまった。
1929年に再びヨーク岬半島を訪れた後、トムソンはメルボルンのウォルター・アンド・イライザ・ホール医学研究所に入所し、1932年には、メルボルン大学のリサーチ・フェローとなり、1934年にPhDを取得した。

## カレドン湾危機
1932年から1933年にかけてカレドン湾危機が起こると、トムソンは危機の解決のために働きたいとオーストラリア政府に志願し、政府当局も驚いたことに、この使命を成し遂げた。彼の成功は、長期的に見てもオーストラリア先住民と非先住民オーストラリア人の関係の大きな転換点となり、彼の生涯を通した最高の成果と見なされている。
トムソンが遺した、およそ4000点のガラス乾板による白黒写真は、ミュージアム・ビクトリアに所蔵されている。そのうちの1枚は、湿原に樹皮製のカヌーを浮かべる10人の男たちを捉えたもので、高く評価された映画『Ten Canoes』のタイトルに示唆を与えた。このタイトルは、映画の共同監督の一人ロルフ・デ・ヒーアと、この映画の語り手を務めたデヴィッド・ガルピリルが、1936年にトムソンが撮影したアラフラ湿原を竿を使って進む10人のカヌー乗りの写真をめぐって議論している中から生まれたものであった。

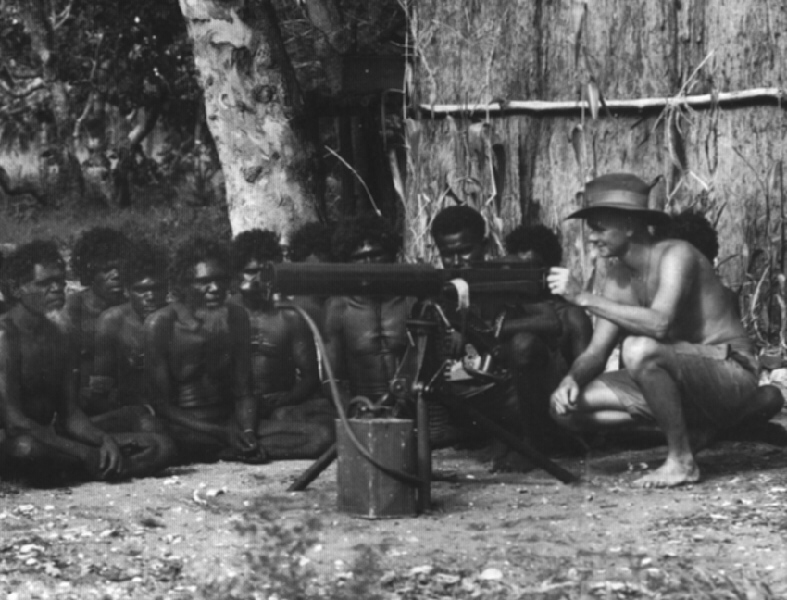
第二次世界大戦中、NTSRUの訓練に当たる戦隊長ドナルド・トムソン。

トムソンはヨルング族と強い絆を結び、アラフラ湿原などにおける、彼らの伝統的な土地利用を学んだ。1941年、彼は陸軍を説得して、ヨルング族の男性たちからなる特別偵察隊であるノーザン・テリトリー特別偵察隊 (NTSRU) の編成を実現した。これには族長ウォング (Wonggu) の息子たちも加わり、オーストラリア大陸の北部海岸線への日本軍の攻撃を撃退する一助とされた。1943年に至り、戦闘地域がオーストラリアより北方へ遠のいていくと、特別偵察隊は解散となり、トムソンは空軍に戻った。オランダ領ニューギニアでの作戦行動中に重傷を負い、以降の第二次世界大戦中は、病院で過ごし、そのまま空軍を除隊となった。
1951年には、アーネムランドにおける探検と研究の功績に対して、王立地理学会から金メダル（パトロンズ・メダル）を贈られた。

## オーストラリア中央部におけるトムソン
1957年、トムソンはビンディブ遠征 (Bindibu (Pintupi) Expedition) と称し、オーストラリア西部の砂漠で、当地に住む先住民ピントゥピ族との接触を目指した。
ピントゥピ族の中には、これがヨーロッパ系の人間との初めての接触となる者もいた。彼らは白人オーストラリア人が最も遅い時期に接触した先住民グループの一つであった（最後になったのは、ピントゥピ族の別の集団で、1984年のことであった）。
トムソンは、ここでも優れた民族誌記録の技量を発揮した。彼が撮影した写真は、1930年代のアーネムランドで撮影されたものと同じように、アボリジニや非アボリジニのオーストラリア人にとって、特にピントゥピ族にとって、歴史的記録としてかけがえのない貴重なものとなった。
1950年代から1960年代にかけて、トムソンはピントゥピ族と生活を共にし、彼らを気に入った。
メルボルン大学へ戻った彼は、1970年に死去するまで同大学で働いた。遺灰はノーザンテリトリーに飛行機で運ばれ、ウォンガの2人の息子たちによって飛行機からカレドン湾に撒かれた 。

## 遺されたもの
トムソンの遺したフィールドノート、画像、映像、録音テープなどの記録資料類は未亡人の所有のまま、1973年に一括してミュージアム・ビクトリアに寄託された。ただし、民具などの現物資料はメルボルン大学に所有も移された。これらは2008年に国際連合教育科学文化機関 (UNESCO) の世界の記憶に登録された。

## おもな著書
- Thomson, D. (1935). Birds of Cape York Peninsula. Ecological notes, field observations, and catalogue of specimens collected on three expeditions to north Queensland. Government Printer, Melbourne.
- Thomson, D.; & Peterson, N. (1983). Donald Thomson in Arnhem Land. Currey O'Neil, South Yarra., ISBN 0-859-02097-5
- Thomson D. (1975). Bindibu Country. Melbourne, Thomas Nelson, ISBN 0-17-005049-1

## 関連文献
- Thomson, David (1992). NTSRU, 1941–1943: Northern Territory Special Reconnaissance Unit. Nhulunbuy, Northern Territory: Yirrkala Literature Production Centre. ISBN 0864093055